# Luis María Uriarte Alzaa
Luis María Uriarte Alzaa (Durango, 1924 - Vedia, 1979) fue un político español, alcalde de Vedia (Vizcaya) y diputado Provincial en Vizcaya, y asesinado por la organización terrorista ETA el 29 de septiembre de 1979

## Biografía
Luis María Uriarte Alzaa, natural de Durango pero residente en Vedia fue asesinado el 29 de septiembre de 1979, cuando tenía 55 años. Estaba casado y tenía tres hijos. Había sido alcalde de Vedia durante 11 años y Diputado Provincial por Vizcaya. Carlista de convicción, durante la década de 1960 había sido asiduo a los actos de Montejurra. Fue uno de los miembros fundadores de Alianza Popular en Vizcaya y vocal en su primera Junta Directiva Provincial. En el momento de su asesinato había reanudado su trabajo como encargado en unos talleres.

### Asesinato
El sábado 29 de septiembre de 1979 Luis María Uriarte salió de su domicilio, el caserío Ibarra de Bedia, rumbo a su puesto de trabajo. Eran las 8 de la mañana cuando Luis María leía el periódico dentro de su vehículo antes de comenzar su jornada laboral frente al taller donde trabajaba. En esos instantes dos miembros de ETA salieron de unas escaleras situadas a unos metros y al acercarse al coche, a metro y medio del mismo, dispararon a bocajarro dos tiros de pistola y, posteriormente, una ráfaga de metralleta. A consecuencia de los disparos, Luis María Uriarte cayó herido en el interior del automóvil en el que se encontraba. Un empleado del taller y varios transeúntes acudieron en su auxilio y solicitaron una ambulancia. Fue trasladado al Hospital de Basurto en estado muy grave. Luis María recibió nueve impactos de bala en diversas partes del cuerpo: dos en el brazo, dos en el tórax, tres en el vientre, uno en la pierna y otro en los testículos. La Guardia Civil encontraría once casquillos de bala del calibre 9 milímetros parabellum, aunque se calcula que los dos etarras hicieron 20 disparos. Luis María fue intervenido quirúrgicamente durante más de 5 horas en el Hospital de Basurto. Falleció el día 5 de octubre a las 9 y media de la mañana. La autopsia concluye que falleció por un shock traumático a consecuencia de los disparos que recibió en el atentado. 
Aparte de las dos personas que atentaron directamente contra Luis María, contaban con una tercera persona que les esperaba en un vehículo Renault 5 amarillo. Se dieron a la fuga dirección a Amorebieta. El coche empleado por los etarras fue robado a cara descubierta en Galdácano. Abordaron al sacerdote que lo conducía sobre las 6 y media de la mañana del día del atentado Este sacerdote, natural de Amorebieta, trabajaba como promotor de ventas del diario Egin.
El Juzgado de Instancia e Instrucción nº 1 de Durango decretó el sobreseimiento provisional de estas diligencias el 20 de diciembre de 1979 debido a la falta de pruebas. En cuanto a la autoría, la rama militar de ETA la reivindicó el día 2 de octubre de 1979.